# Schisandra wilsoniana
Schisandra wilsoniana är en tvåhjärtbladig växtart som beskrevs av Albert Charles Smith. Schisandra wilsoniana ingår i släktet Schisandra och familjen Schisandraceae. Inga underarter finns listade.